# Museum Boijmans Van Beuningen

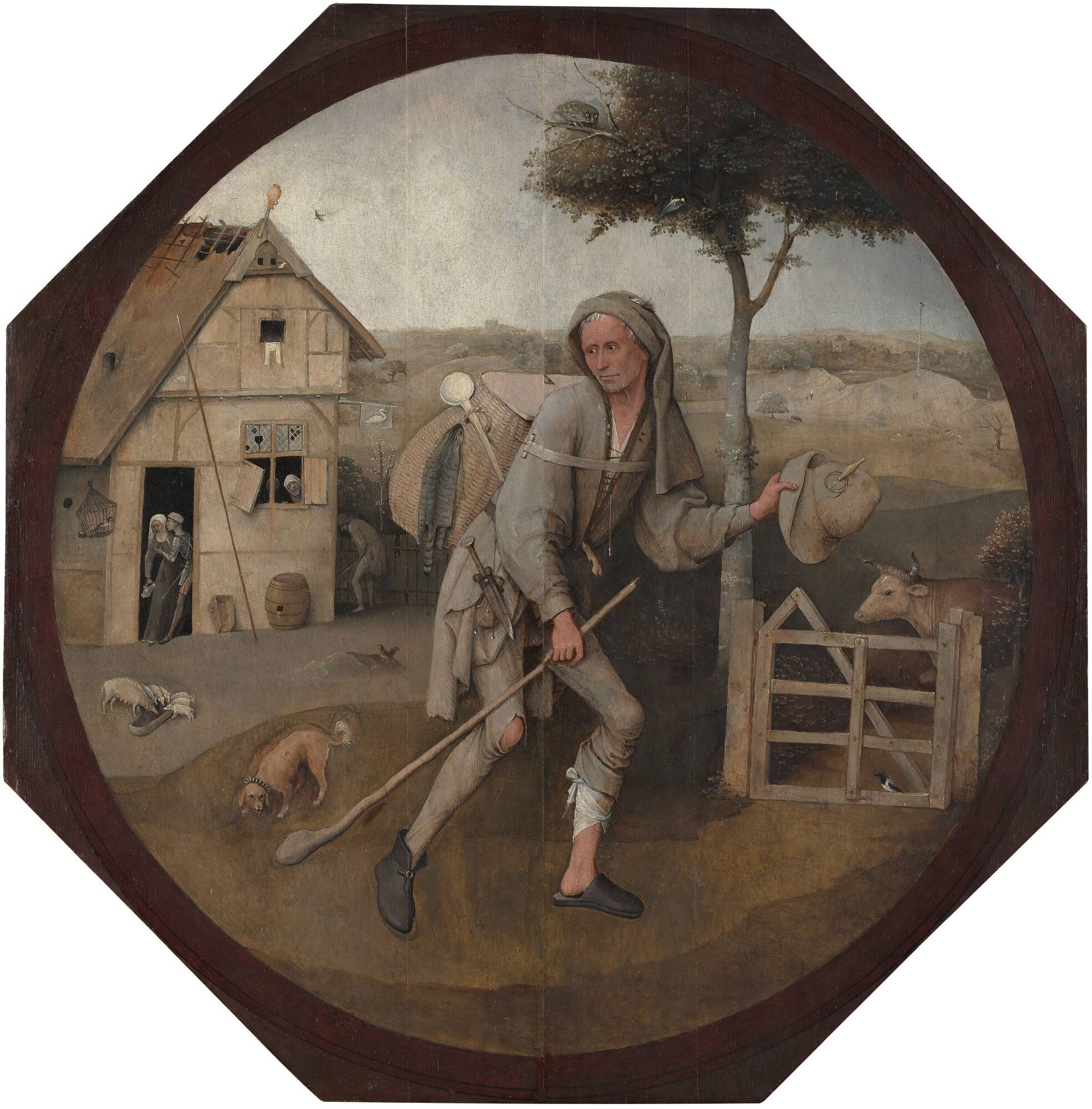
Hieronim Bosch, Wędrowiec, pomiędzy 1487 a 1516

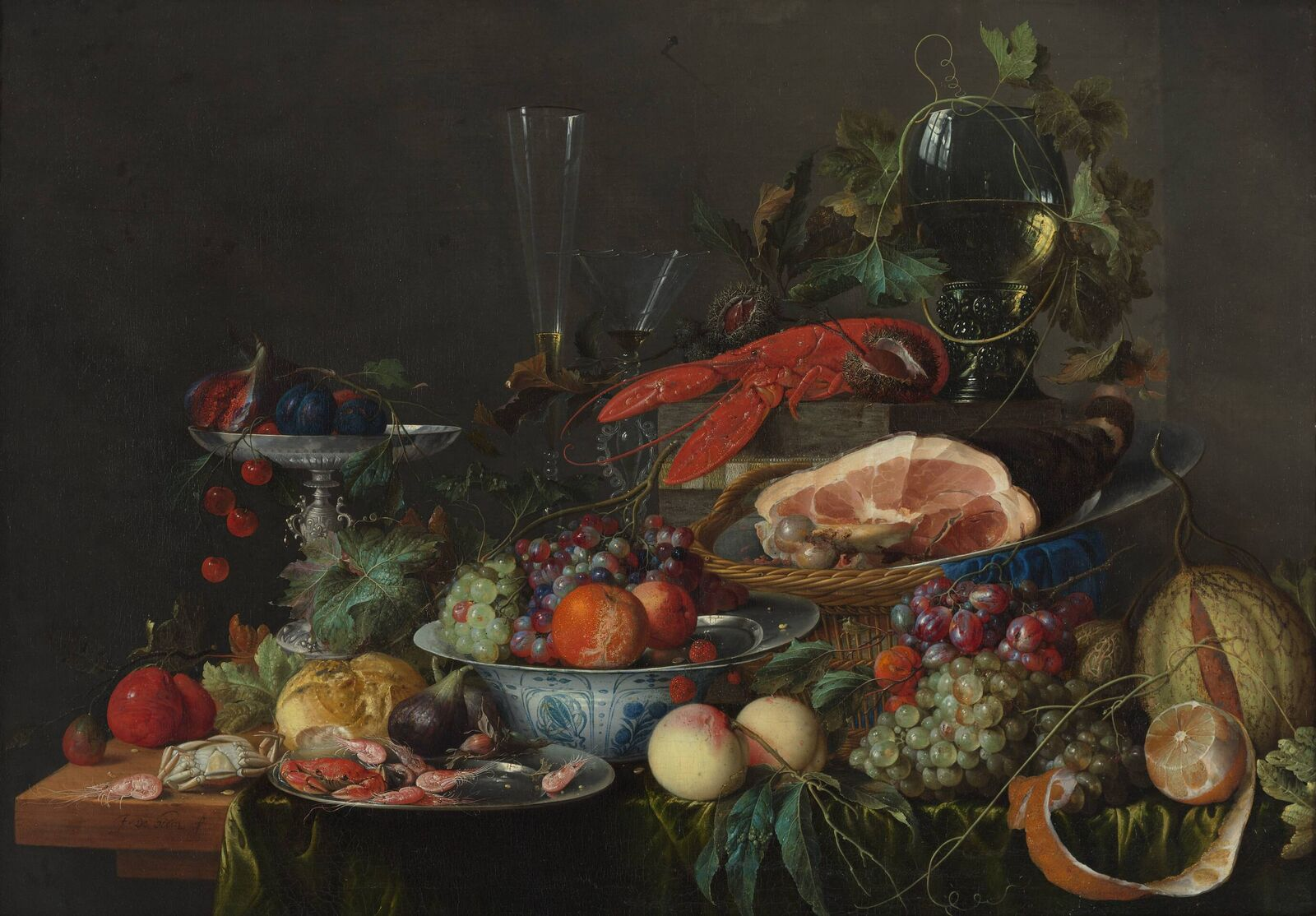
Jan Davidszoon de Heem, Martwa natura z krabem i owocami, ok. 1650-60

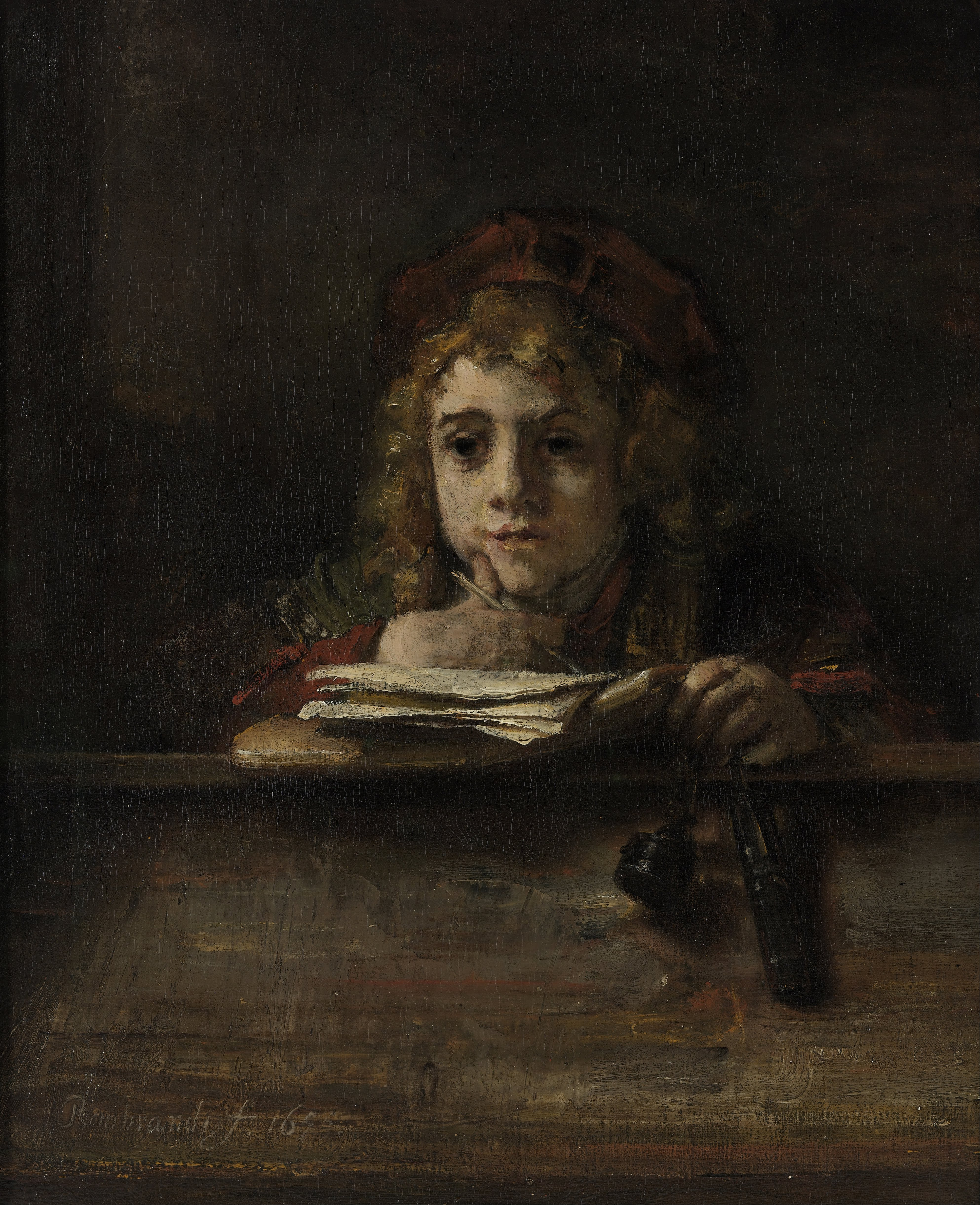
Rembrandt van Rijn, Tytus przy pulpicie, 1655

Museum Boijmans Van Beuningen w Rotterdamie – jedno z największych muzeów sztuki w Holandii. Mieści cenne zbiory rzeźby, malarstwa, grafiki i rzemiosła artystycznego od średniowiecza do czasów najnowszych. Nowoczesny gmach muzeum położony jest na terenie Museum Park – wielkiej przestrzeni muzealnej położonej w ścisłym centrum miasta, w której oprócz Museum Boijmans Van Beuningen znajdują się Netherlands Architecture Institute (NAi), Chabot Museum, Kunsthal, Villa Sonneveld oraz Natuurhistorisch Museum Rotterdam.

## Dzieje
Muzeum powstało w 1841 roku. Sześć lat później pochodzący z Utrechtu i działający w Rotterdamie prawnik Frans Jacob Otto Boijmans (1767-1847) przekazał w spadku do muzeum jego bogatą kolekcję dzieł malarstwa, rysunku, grafiki i rzemiosła artystycznego (głównie wyroby z porcelany). Pierwotną siedzibą był Dom Schielelandów (Het Schielandshuis), który został otwarty dla zwiedzających w 1849 roku. Niestety część muzealiów z kolekcji Boijmansa uległa zniszczeniu podczas pożaru, który miał miejsce w 1864 roku. W 1935 powstał obecny gmach muzeum zaprojektowany przez Ada van der Steura. Po ostatniej wojnie, kiedy ewakuowano zbiory miały miejsce przełomowe wydarzenia, które podniosły rangę muzeum. Pochodzący z Utrechtu biznesmen, bankier, zarządzający portem rotterdamskim Daniël George van Beuningen (1877 – 1955) jeszcze przed wojną, w latach 20- i 30. nabył szereg zbiorów, zaś po jego śmierci władze miasta odziedziczyły kolekcję m.in. 189 obrazów, 17 rysunków, 30 rzeźb i 5 dzieł rzemiosła artystycznego. Wśród nich znalazła się m.in. Mała Wieża Babel pędzla Pietera Bruegla Starszego, obrazy Tycjana, Hieronima Boscha, Salvadora Dalego, René’a Magritte. Ponadto cenną kolekcję dzieł przekazał muzeum Willem van der Vorm. W 1972 roku powstał pawilon wystaw czasowych projektu Aleksandra Bodona. W 1981 państwo Van Beuningen-de Vriese podarowali muzeum kolekcję dzieł sztuki nowoczesnej. W 2003 roku architekci Paul Robbrecht i Hilde Daem przebudowali i rozbudowali gmach muzeum. 16 listopada muzeum zostało laureatem Nagrody Muzeów (BankGiro Loterij Museumprijs).

## Struktura muzeum
W obecnej formie muzeum jest podzielone na trzy pawilony mieszczące sale w trzech kondygnacjach, w strefie podziemnej, na parterze i na piętrze. Na parterze mieszczą się pomieszczenia z kolekcją rzemiosła artystycznego i sztuki najnowszej (po latach 40. XX w.) oraz Gabinet Rycin, dwie sale wystawowe. Na piętrze w trzech pawilon z siedmioma salami do wystaw czasowych, pawilon z dziełami sztuki od XV-XVII wieku oraz pawilon sztuki XVIII-XX wieku (do lat 40.). Ponadto muzeum posiada własne studio artystyczne, bibliotekę, audytorium, nowoczesną bazę obsługi zwiedzających mieszczącą m.in. sklep z pamiątkami, restauracje i kawiarnie. Osobliwością muzeum jest „wisząca szatnia” projektu Wielkiego Somersa i Dylana van der Berga.

## Zbiory
Licząca ponad 125 000 dzieł kolekcja obejmuje malarstwo, rzeźbę, rzemiosło artystyczne, fotografię i inne media w zakresie od wczesnego średniowiecza po czasy współczesne. Podczas ostatniej aranżacji ekspozycji w 2008 powstałej z okazji jubileuszu 160 lat muzeum powstał koncept zatytułowany Dwie Kolekcje, dzielący muzealia na dwie grupy. „Kolekcję Jeden” tworzą zbiory malarstwa, rzeźby i rzemiosła artystycznego od średniowiecza do współczesności, zaś „Kolekcję Dwa” zabytki, których eksponowanie wymaga specyficznych warunków, głównie są to dzieła na papierze, takie jak rysunki i grafiki. Natomiast drogocenne cymelia są prezentowane sporadycznie.
„Kolekcja Jeden” jest główną częścią ekspozycji mieszczącą zabytki różnego rodzaju.

### Malarstwo
Kolekcję malarstwa otwiera datowany na około 1420 rok Tryptyk z Norfolk wykonany w Liège, oraz dzieła prymitywistów niderlandzkich Trzy Marie u grobu Huberta i Jana van Eycka, Rodzina Marii i Madonna z Dzieciątkiem Geertgena tot sint Jansa, Święty Krzysztof, Gody w Kanie, Wędrowiec, Piekło i Potop Hieronima Boscha. Spośród dzieł renesansu m.in. Mała wieża Babel Pietera Bruegla Starszego, Krajobraz z pożarem Sodomy i Gomory Joachima Patinira, Portret Reinerusa Frisiusa Maartena van Heemskercka, Maria z Dzieciątkiem Jacopa Tintoretto, Dziecko z psem na tle krajobrazu Tycjana, Wieczerza w Emaus Paola Veronese. Lwią część kolekcji tworzą obrazy XVII-wieczne, przede wszystkim doby Złotego Wieku Holandii. W osobnym pomieszczeniu wyeksponowano duży cykl obrazów Petera Paula Rubensa m.in. Wieczorny krajobraz z drewnianym wozem, Gniew Achillesa, Portret kobiety i Portret karmelity. Ekspozycja dzieł malarstwa holenderskiego została podzielona według tematów. Kolekcja malarstwa krajobrazowego dzieli się na kilka kategorii. Są to pejzaże holenderskie m.in. Pola kukurydzy i Zuiderzee i Drzewa nieopodal stawu, Jacoba van Ruisdala, Piaszczysty krajobraz Jana Lievensa, Krajobraz Adriana van Ostade; pejzaże zimowe – Sceny na lodzie Hendricka Avercampa, Zimowy pejzaż koło Dordrechtu Jana van Goyena, Krajobraz zimowy Jacoba van Ruisdaela. Z obrazów o tematyce marynistycznej m.in. Spokojne morze Hendricka Dubbelsa, Żaglowce na morzu Jana van de Cappelle, czy Okręty koło przystani Willema van de Velde Młodszego. Spośród pejzażów italianizujących m.in. Krajobraz z łowcą krabów Adama Pijnackera. W sali poświęconej krajobrazowi z architekturą m.in. obrazy Pietera Jansza Saenredama Plac Mariacki i kościół NMP w Utrechcie, Wnętrze kościoła Św. Jana w Utrechcie. Specyfikę flamandzkiej i holenderskiej martwej natury obrazują Martwa natura z talerzem chińskim Willema Kalfa, Martwa natura z szynką oraz Martwa natura z cytryną i ostrygami Willema Claesz Hedy, Martwa natura ze srebrnym dzbanem Abrahama van Beijerena, Martwa natura z owocami i krabem Jana Davidszoona de Heem. Tematykę rodzajową ilustrują obrazy Kobieta ze służącą we wnętrzu Pietera de Hoocha, Znachorstwo Gerarda Dou, Wizyta doktora i Wesele na wsi Jana Steena. Kolekcję portretów tworzą Portret Don Caspara de Bracamonte y Guzman Gerarda ter Borcha, Portret Johana Witta Adriaena van Hannemana, Portret mężczyzny Fransa Halsa, Portret malarza Pietera Codde oraz przede wszystkim dzieła Rembrandta i jego kręgu takie jak Autoportret Carela Fabritiusa, Mężczyzna w birecie Jacoba Backera, Portret Dircka Graswinckela i Geertruyta van Loon Goverta Flincka, Autoportret z martwą naturą wanitatywną Samuela van Hoogstratena. W rotterdamskim muzeum znajdują się cztery obrazy Rembrandta van Rijn – Portret Aletty Adriaensdochter, Zgoda w państwie (szkic malarski), Tytus przy pulpicie oraz Mężczyzna w czerwonej czapce. Autorstwo Rembrandta ostatniego z tych obrazów w 1988 zostało zakwestionowane przez badaczy RRP.
Spośród malarstwa XIX-wiecznego m.in. Pejzaż z wiatrakiem koło Schiedam Johana Hendrika Weissenbrucha, Pejzaż z wiatrakiem Wijnanda Nuijena, Polder z dwoma wiatrakami koło Overschie Paula Josepha Constantina Gabriëla, Pola koło Peyrelebade Odilona Redona, Pole maków, Chata rybacka koło Varengeville, Claude’a Moneta, Topole koło Nuenen, Portret Armanda Roulina Vincenta van Gogha, Bulwar Pierre’a Bonnarda. Przedwojenne malarstwo XX wieku egzemplifikują m.in. Wielkie Studium, Leicht in Schwer, Liryka Wasylego Kandinskiego, Ludzie w Emaus Hana van Meegerena, La commode Kees van Dongena, Hans Mardersteig i Carl Georg Heise Oskara Kokoschki, Kompozycja no. II i Kompozycja z kolorowych pól Pieta Mondriana, La reproduction interdite René’a Magritte, La Ville Rouge Paula Delvaux, czy Impressions d’Africa Salvadora Dalego. Bogatą kolekcję malarstwa najnowszego tworzą dzieła m.in. Bez tytułu Christophera Woola, Odcisk tożsamości Dennisa Oppenheima, Relief kwadratory Jana Schoonhovena, Oddech Bridget Riley i wiele innych. Obraz współczesnej sztuki tworzą liczne wyroby, aranżacje, asamblaże i instalacje m.in. De ou par Marcel Duchamp ou Rrose Sélavy Marcela Duchampa, Paysan avec âne et seau Karela Appela, Conzetto Spaziale Luziego Fontany, Monsieur et Madame Joana Miro, Żelazo galwanizowane i Bez tytułu Donalda Judda, Ziemia Josepha Beuysa, Opakowanie z bagaży Christo, Bez tytułu Maurizio Cattelana.

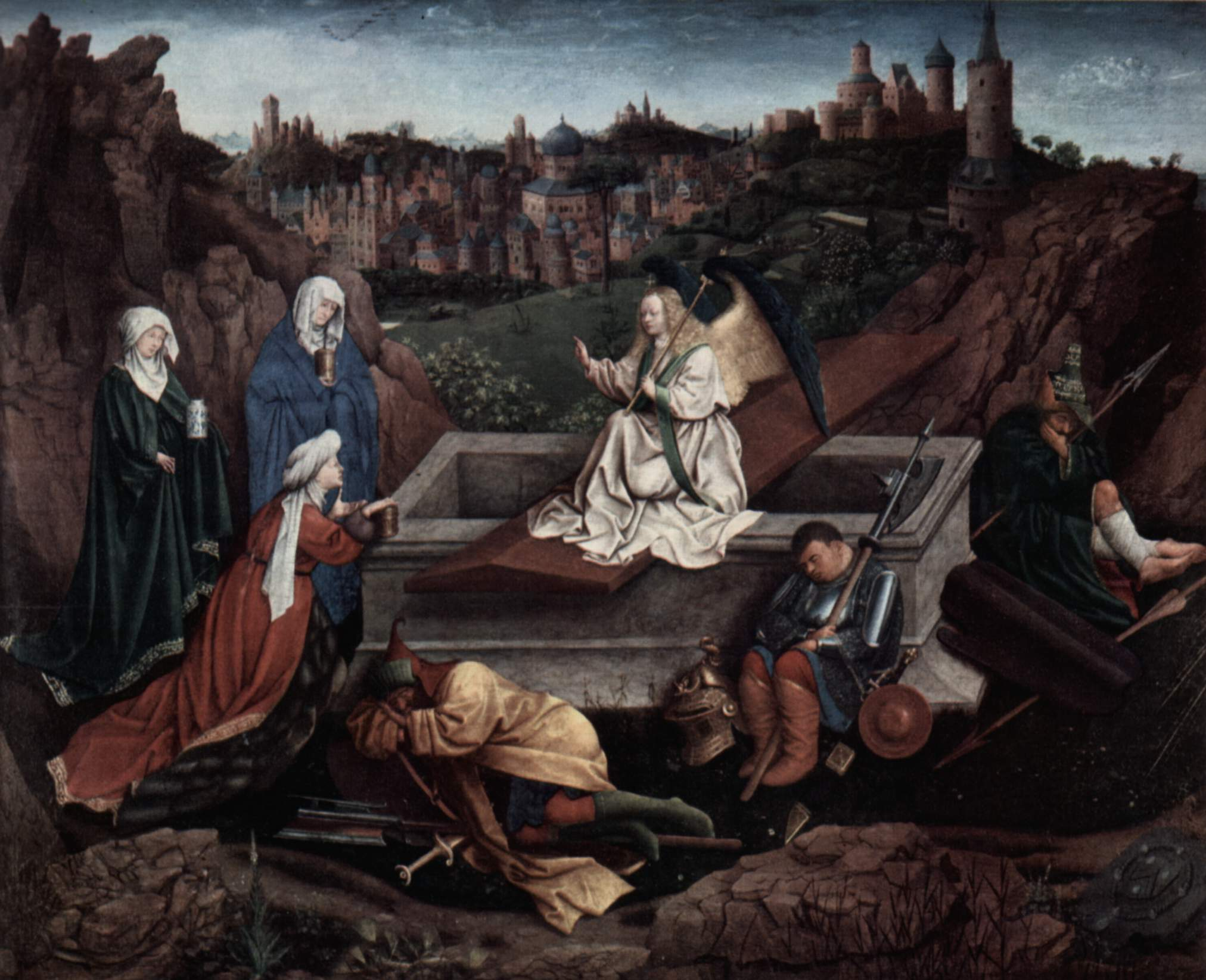
Hubert i Jan van Eyck, Trzy Marie u grobu, ok. 1425
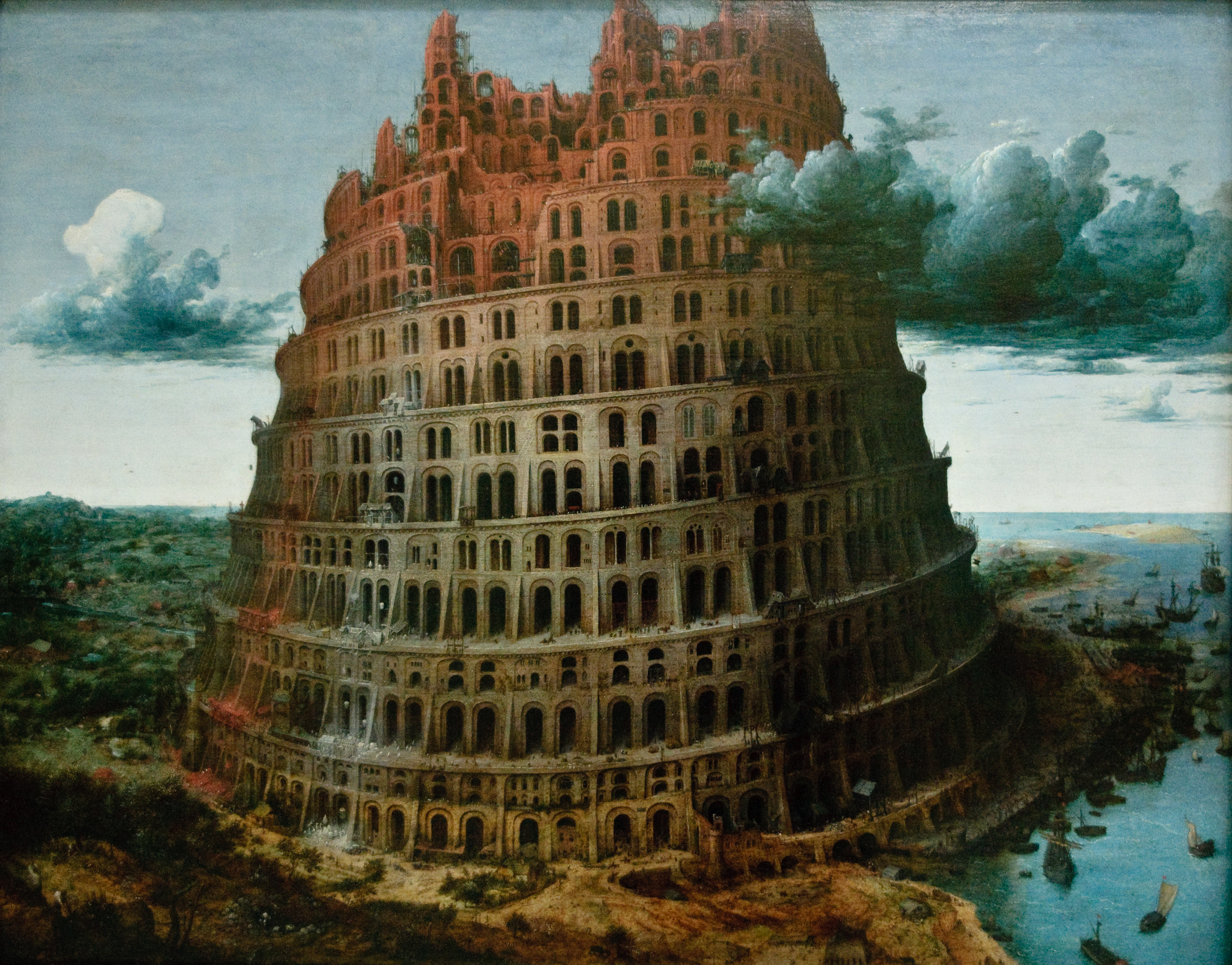
Pieter Bruegel, Mała wieża Babel ok. 1535
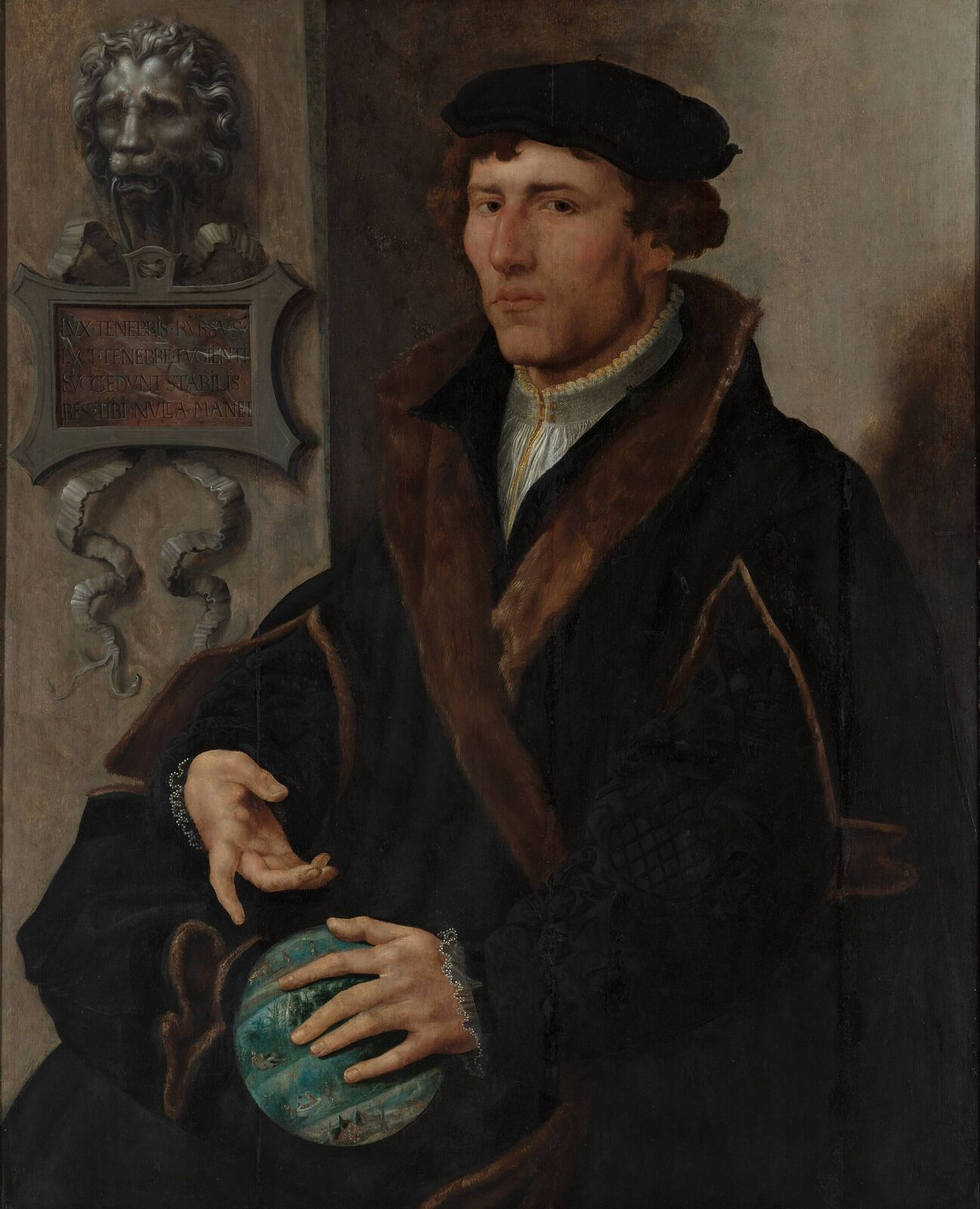
Maarten van Heemskerck, Portret Reinerusa Frisiusa Gemmy, ok. 1540-45
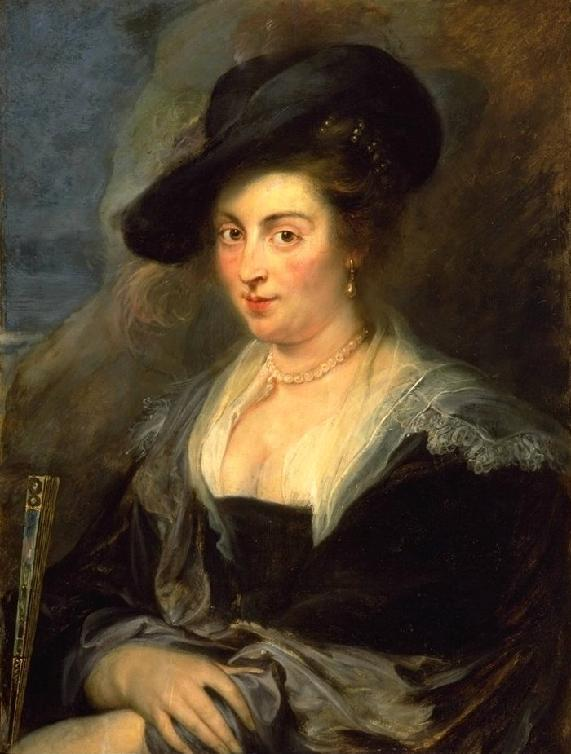
Peter Paul Rubens, Portret kobiety, ok. 1635-40
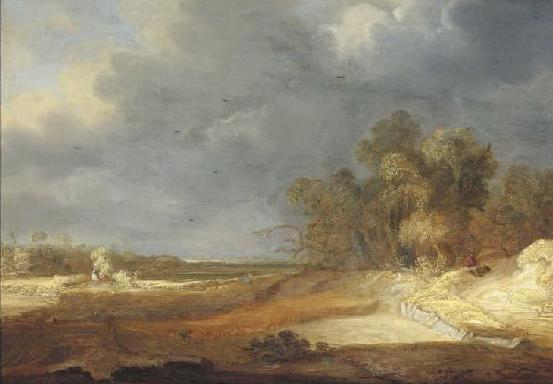
Adriaen van Ostade, Pejzaż, 1639
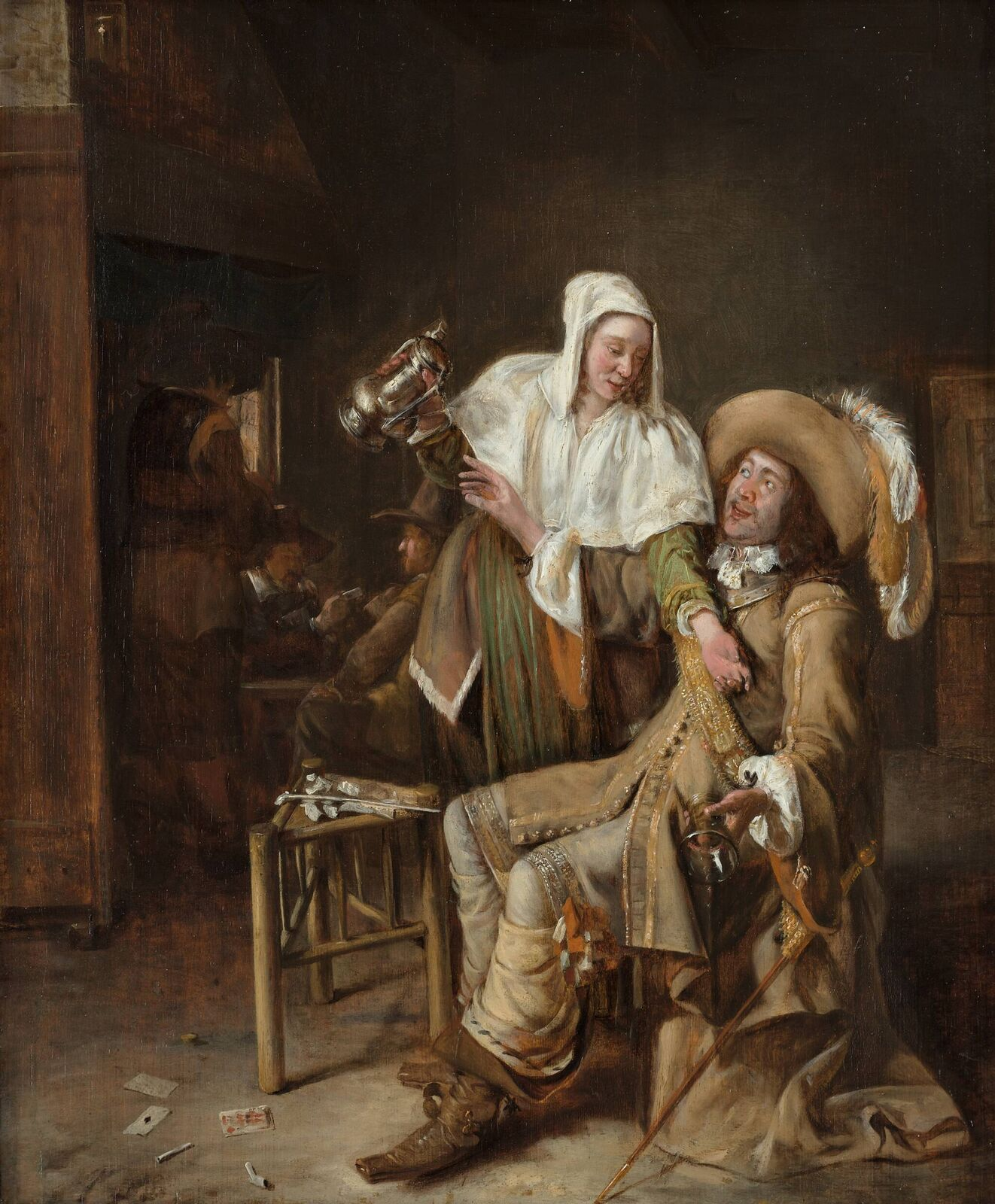
Pieter de Hooch, Pusta szklanka, ok. 1652
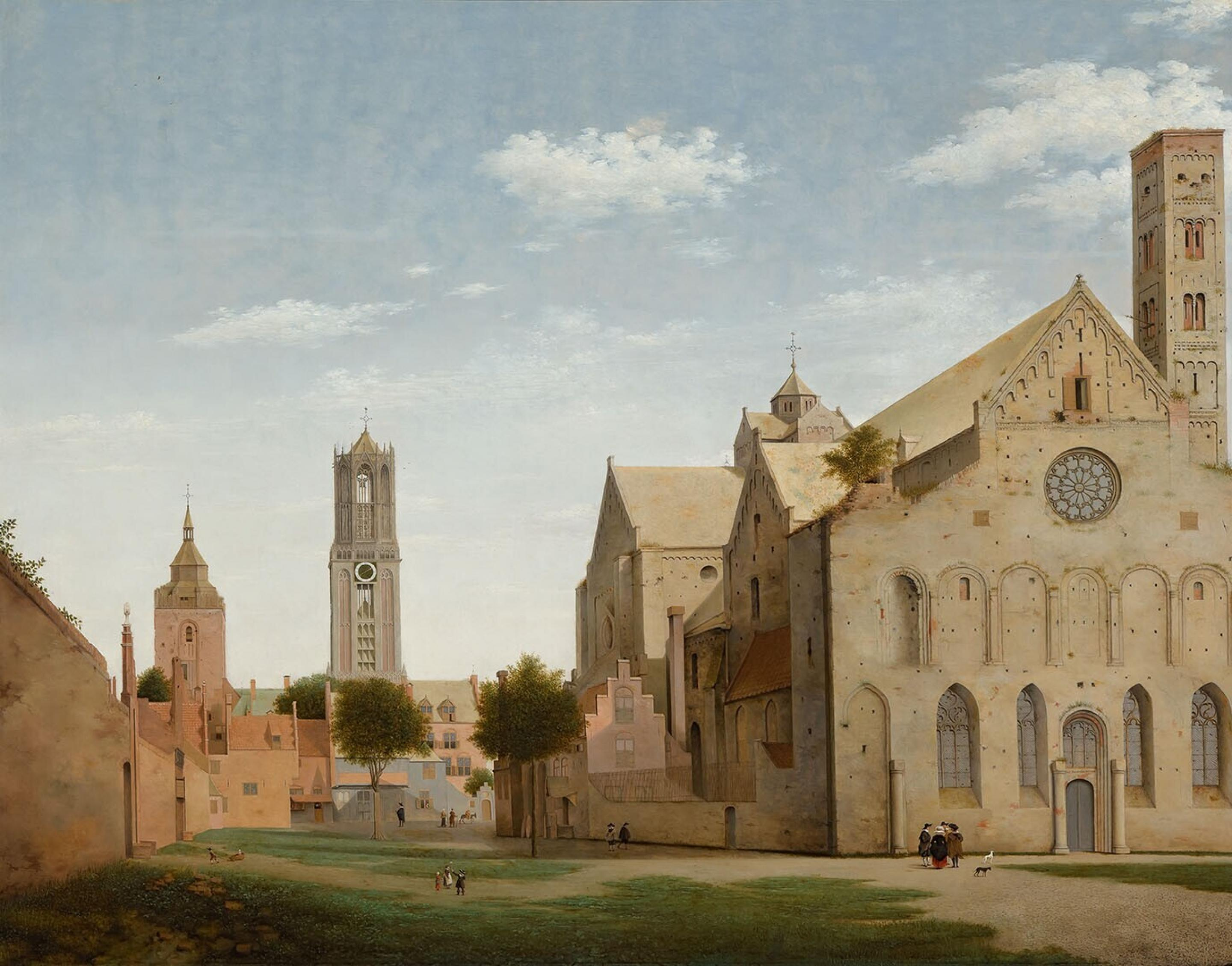
Pieter Jansz Saenredam, Plac Mariacki i kościół NMP w Utrechcie, 1663
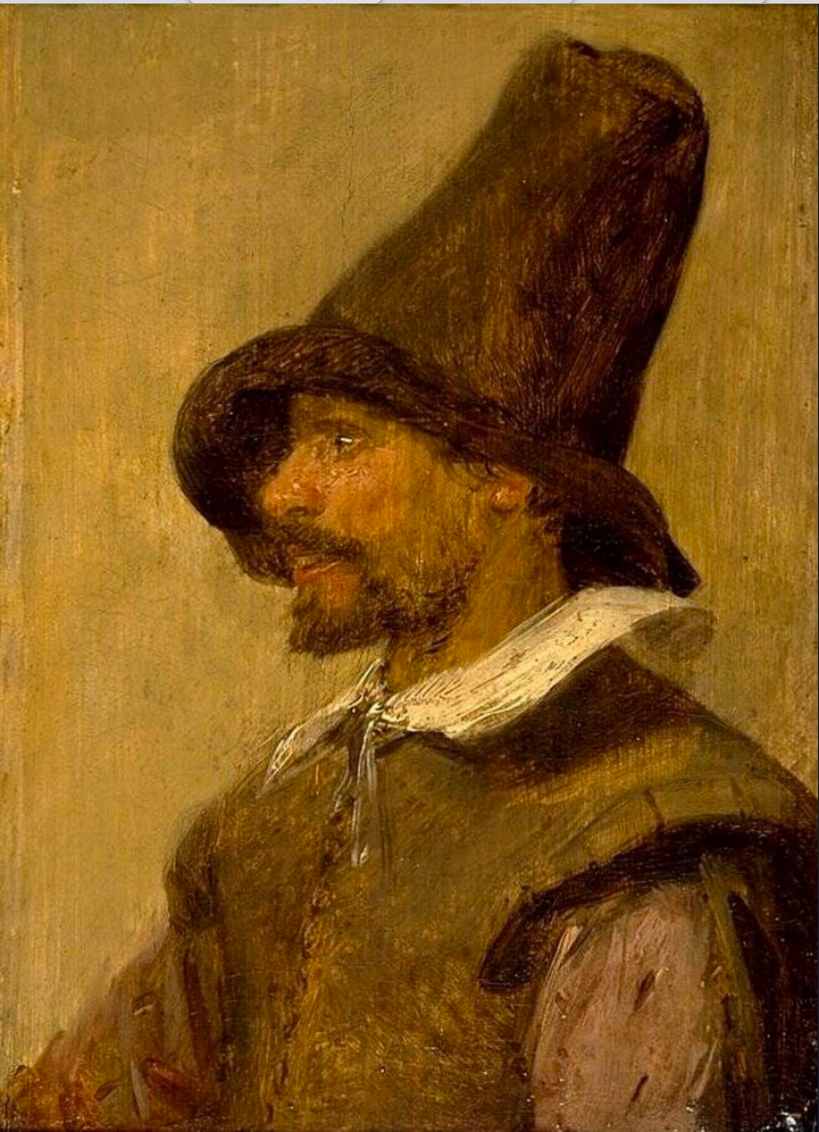
Adriaen Brouwer, Portret mężczyzny w szpiczastej czapce, ok. 1630
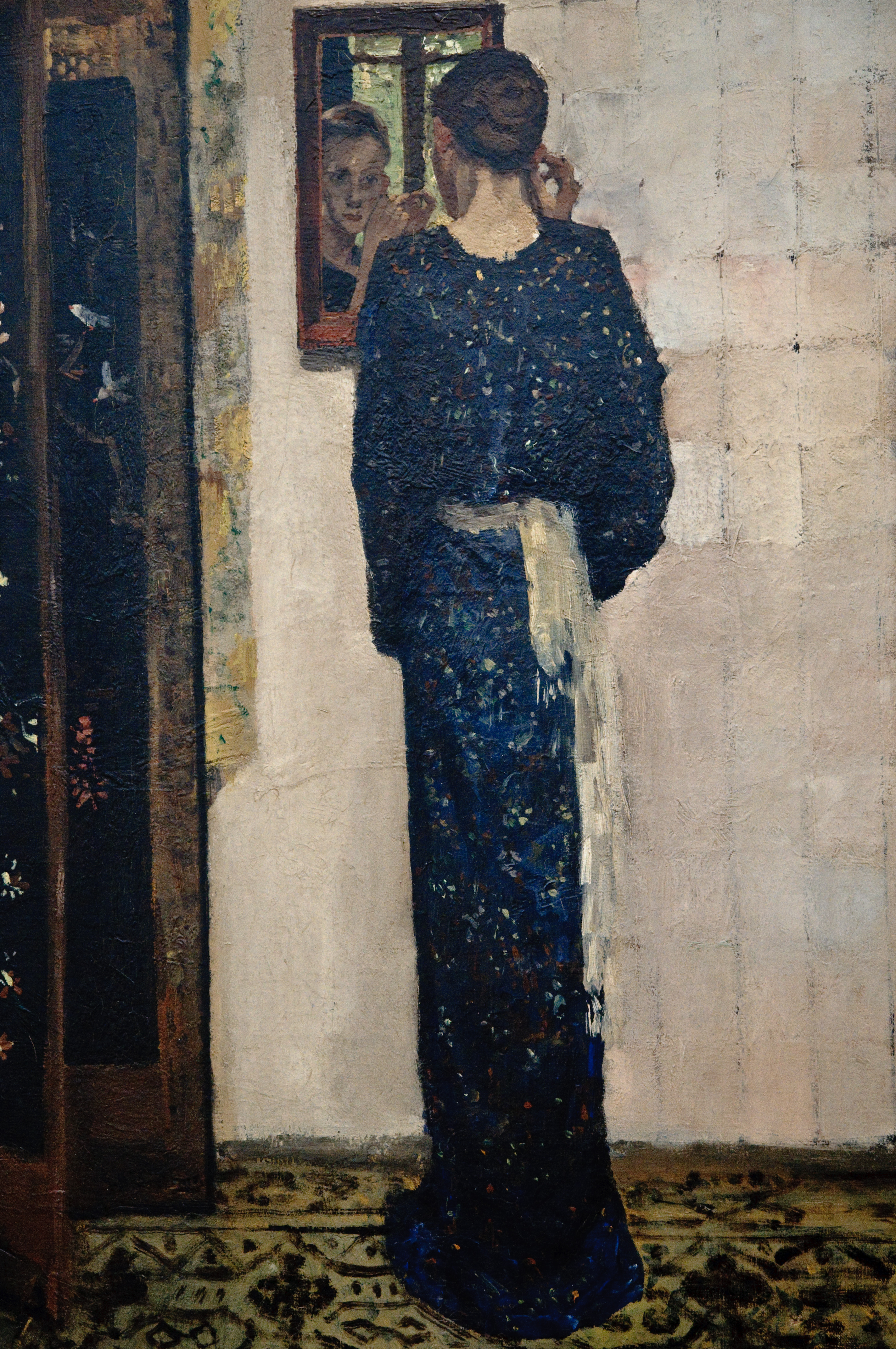
George Hendrik Breitner, Kobieta przed lustrem, 1893
Claude Monet, Chata rybacka koło Varengeville, 1882
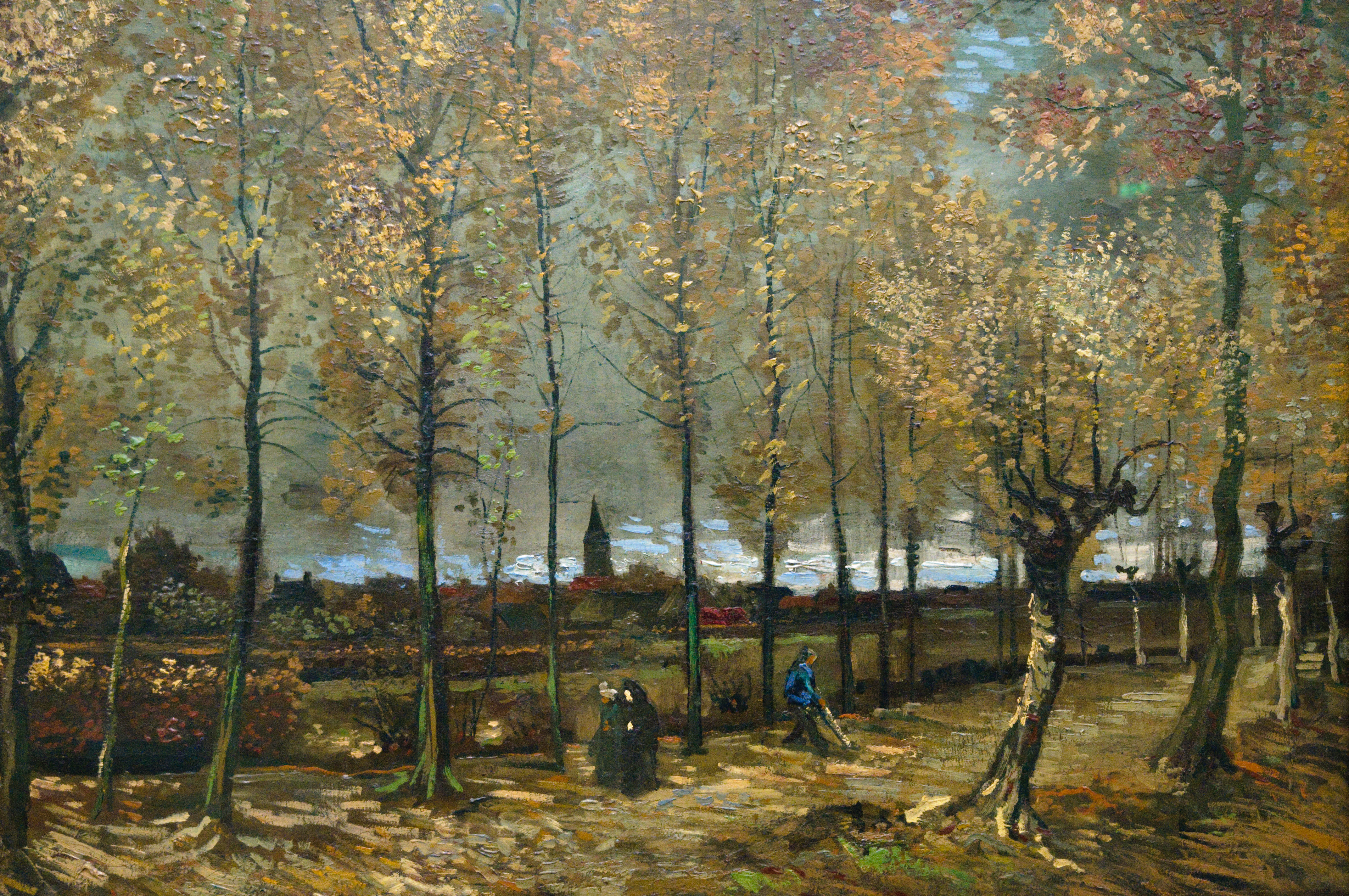
Vincent van Gogh, Topole koło Nuenen, 1885

### Rzeźba
Kolekcję rzeźby otwierają dzieła plastyki gotyckiej m.in. Ostatnia Wieczerza Adriaena van Wesel, Czterej Ojcowie Kościoła Mistrza Arndta van Zwolle oraz liczne dzieła anonimów z XV i początku XVI wieku (m.in. Grupa dwóch Marii i Jana). Z dzieł renesansowych m.in. Święci Piotr i Paweł dłuta Tiziano Aspettiego, Herkules Adriana Fiorentino. Z dzieł XIX wieku wyróżniają się Młoda tancerka Edgara Degasa oraz Ewa po upadku, Pierre de Wissant dłuta Augusta Rodina. Najbogatszą kolekcję rzeźby w tym muzeum tworzą dzieła XX wieku. Są to m.in. Klęcząca kobieta dłuta Aristida Maillola, Szklana rzeźba Frantiska Viznera, Wenus z Milo i Głowa Wenus Salvadora Dalego, Izydora Dicasse i Wenus Mana Raya, Bez tytułu (torso), Roberta Gobera, Rzeźba Klaasa Kloosterboera, Celulozowy Statek. To zdarzyło się w ciele czasu, gdzie prawda tańczy Ernesta Neto.

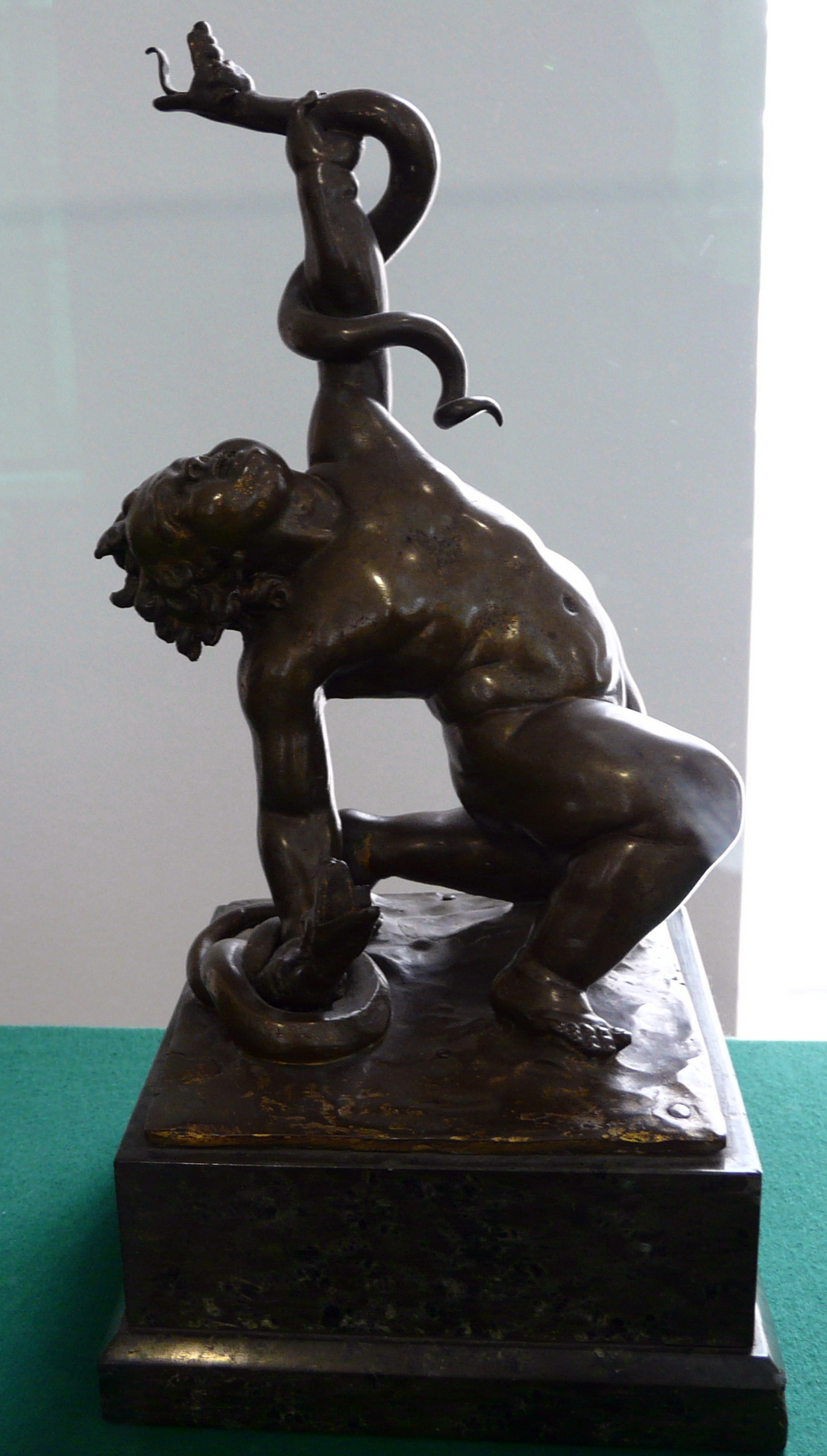
Francesco Fanelli, Herkules z wężami (ok. 1640)
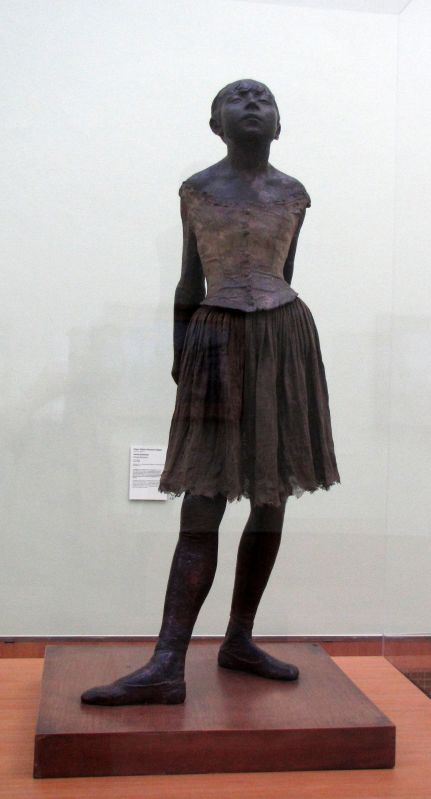
Edgar Degas – Młoda tancerka. 1922 r.
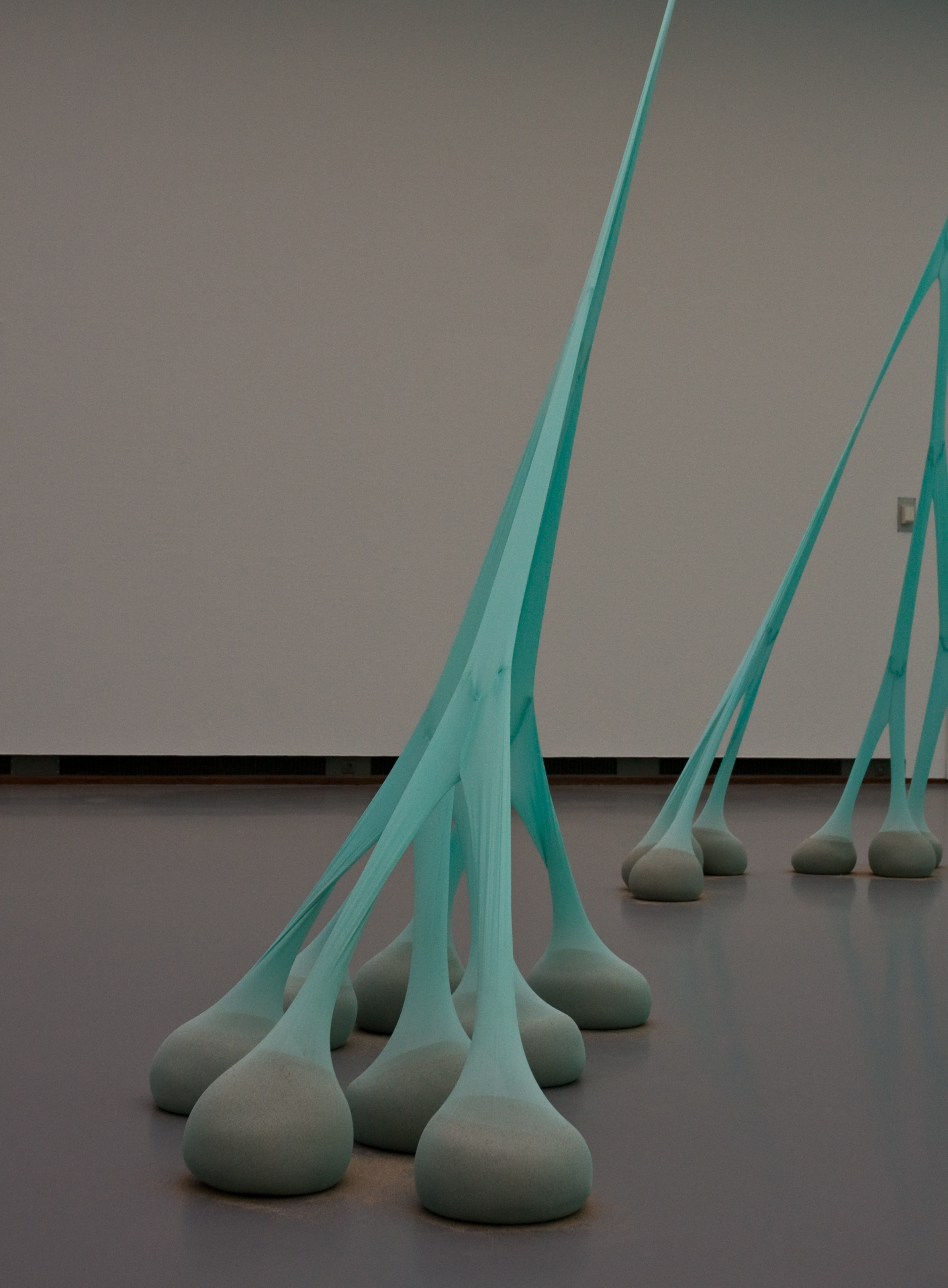
Ernesto Neto, Celulozowy statek (fragment)

### Rzemiosło artystyczne i formy użytkowe
Spośród dzieł rzemiosła artystycznego m.in. brązowe akwamanile z ok. 1250 roku, gotycki tryptyk z kości słoniowej z XIV wieku, ceramiczna waza z pocz. XV w z Pokłonem Trzech Króli, brązowy dzban z XV w., renesansowe naczynia Francesca Avellego, barokowe wazony Jacoba Hoppesteyna, XVII-wieczne wyroby ceramiki delfckiej, dzban Cantagalliego, serwis Theo Colenbrandera z 1922 r. Ponadto dzieła współczesnego designu – sofa Salvadora Dalego, krzesła Friso Kramera, Gijsa Bakkera, zestaw dziecięcy Cor Alonsa, instalacja Nie możesz położyć Twojej pamięci Tejo Reyego, instalacja-puchar Ettora Sottsassa, minimalistyczna waza Donalda Judda, telewizor Sony TV8-301, waza Hansa Copera i wiele innych.

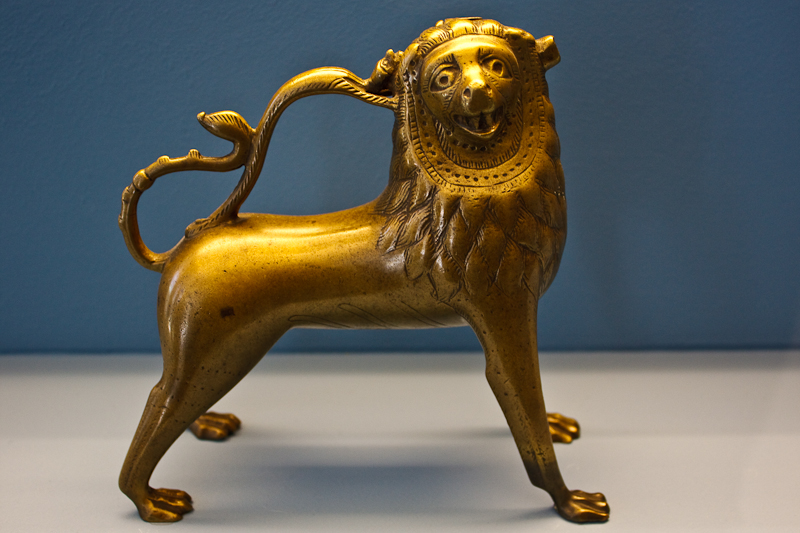
Romańska akwamanila z ok. 1250 r.
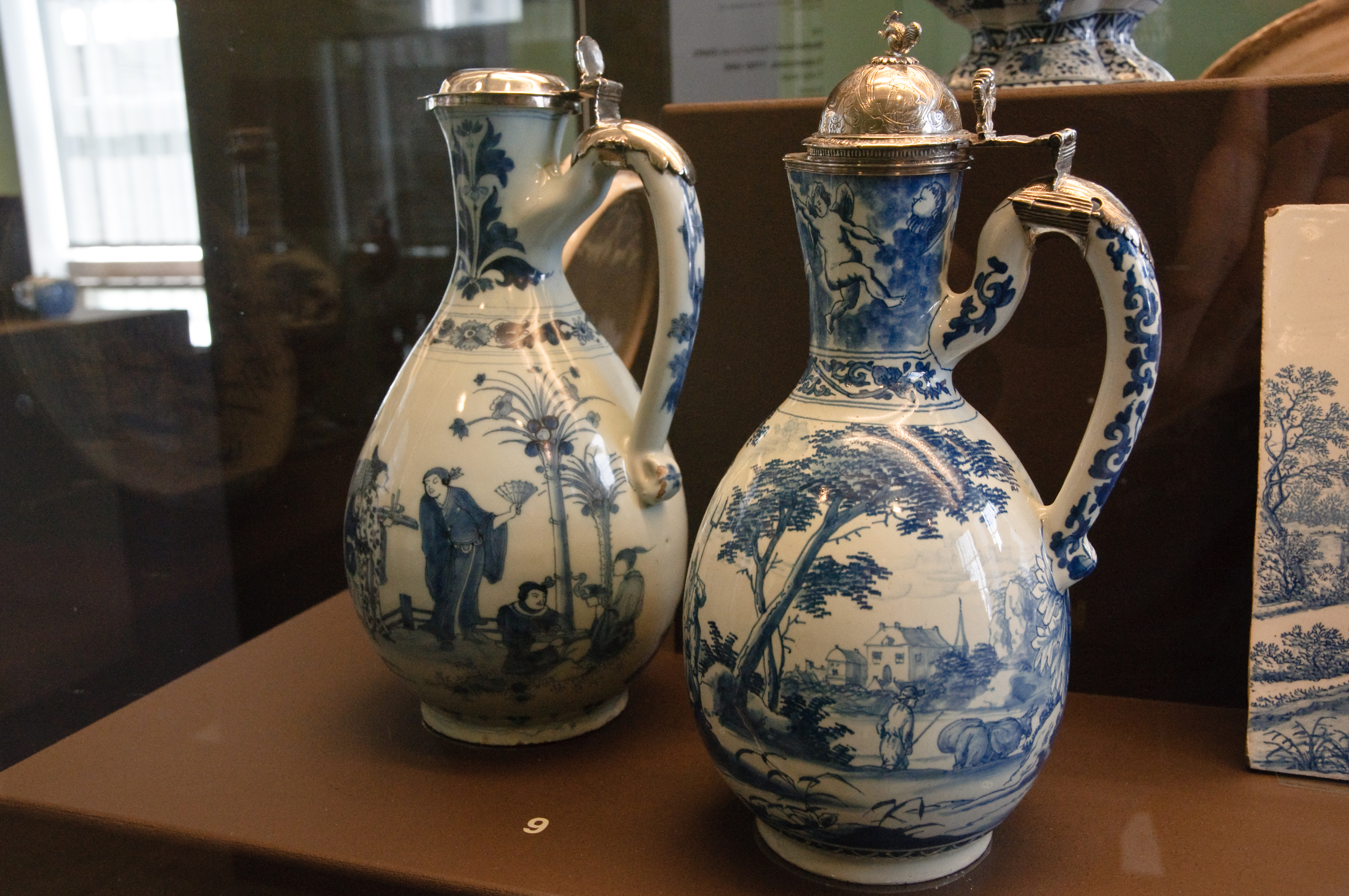
Majolika z Delftu z XVII w.
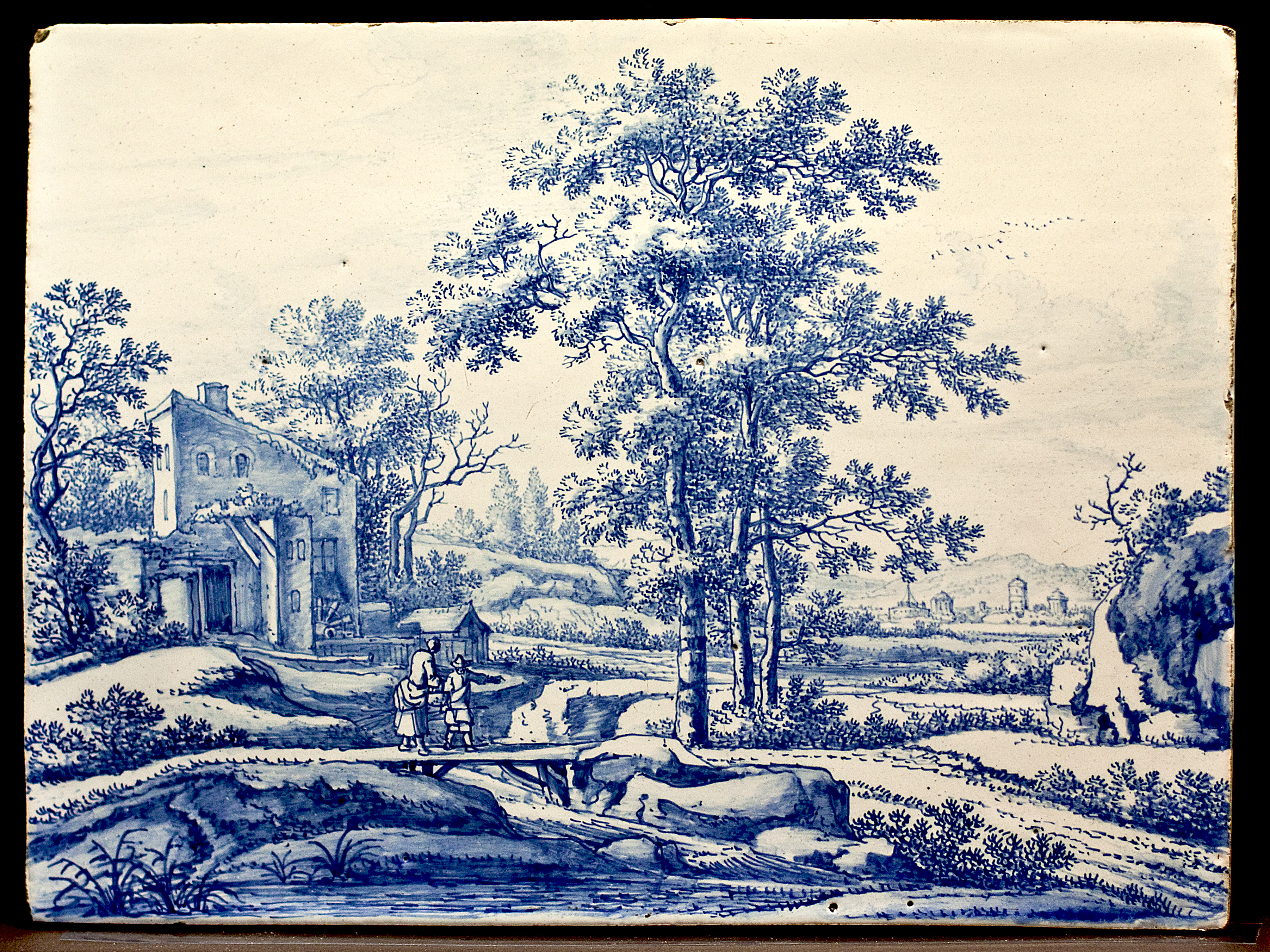
Krajobraz z rzeką – kafel, wyrób z Delftu, XVII w.
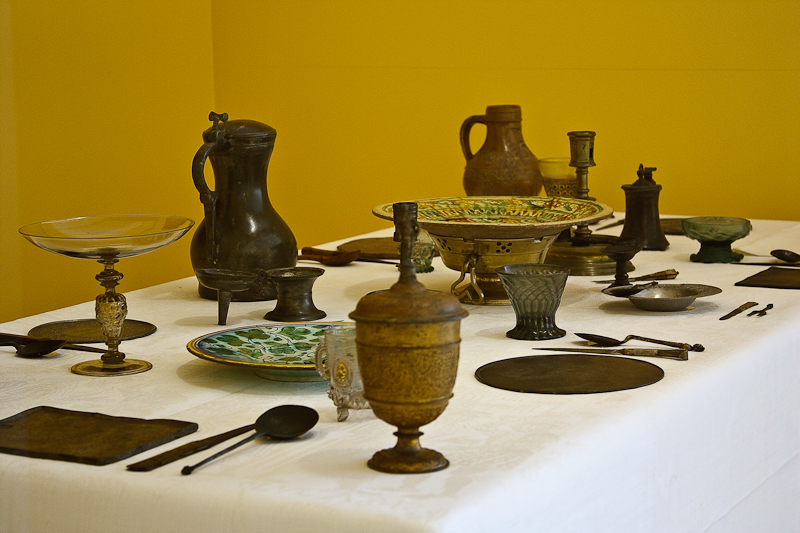
Zestawy stołowe z XVII i XIX wieku.

### Rysunek, grafika i fotografia
W ramach „Kolekcji Dwa” prezentowane są wybrane dzieła rysunku i grafiki, których zbiór w Museum Boijmans Van Beuningen liczy 80 000 dzieł. Są to wytwory sztuki dawnej m.in. Albrechta Dürera, Michała Anioła, Petera Paula Rubensa, Carela Fabritiusa, Jacoba van Ruisdaela, Giovanniego B. Piranesiego. Bogatą kolekcję sztuki nowoczesnej reprezentują szkice i rysunki romantyków i realistów holenderskich, francuskich impresjonistów i postimpresjonistów (m.in. Paul Cézanne), ponadto dzieła Rene’a Magritte, Salvadora Dalego and Oskara Kokoschki oraz Yves’a Tanguya, Josepha Cornella i Maxa Beckmanna.
Z dzieł fotografii oglądać można m.in. Rayografię Man Raya, Wyspę San Giorgio Davida Clearbouta, Hilton Head Island, S.C., U.S.A., June 24, 1992 Rineke Dijstry, Dziękuję Ci Panie Thigsmaster Ines vam Lansveerde, La Poupee Hansa Bellmera i wiele innych.

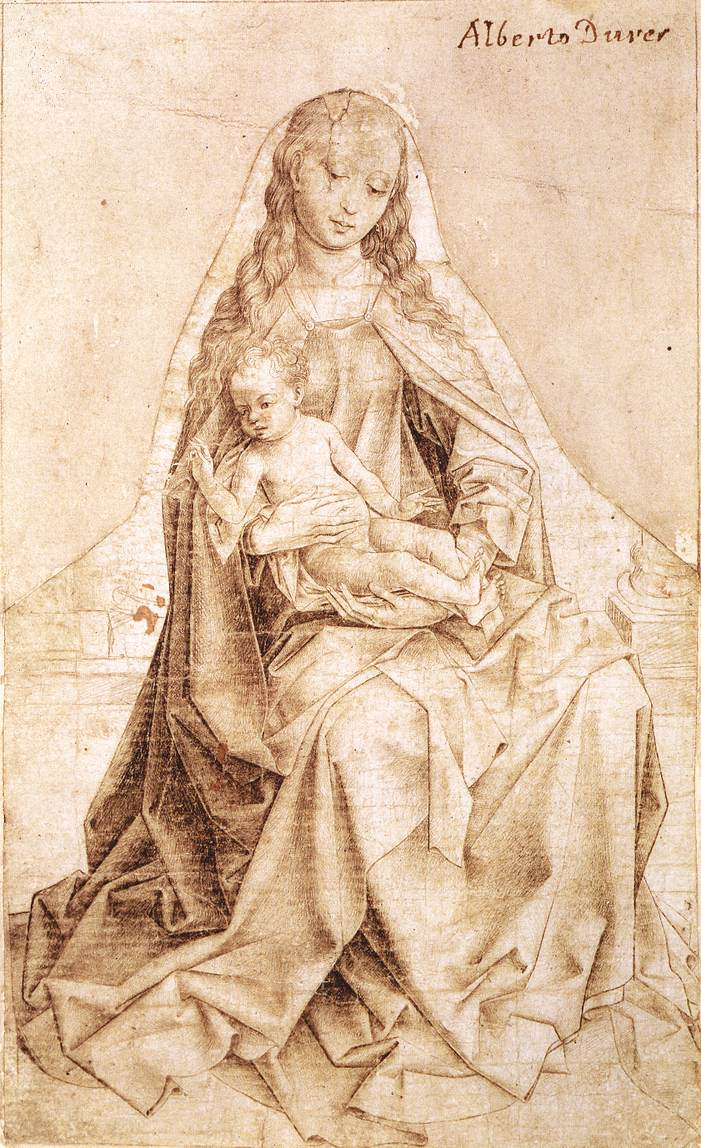
Rogier van der Weyden (?), Maria z Dzieciątkiem ok. 1455
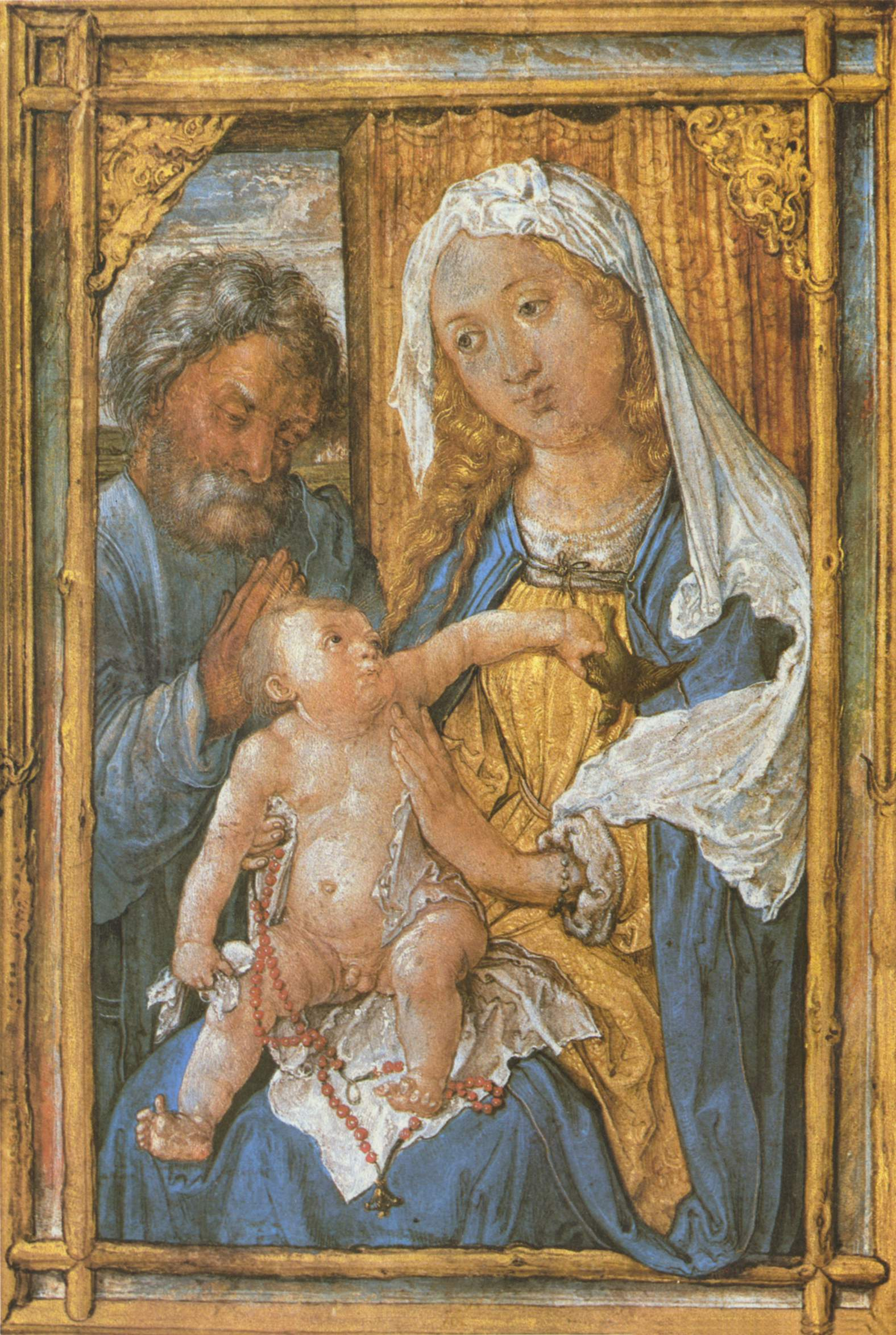
Albrecht Dürer, Święta Rodzina, 1494-1497
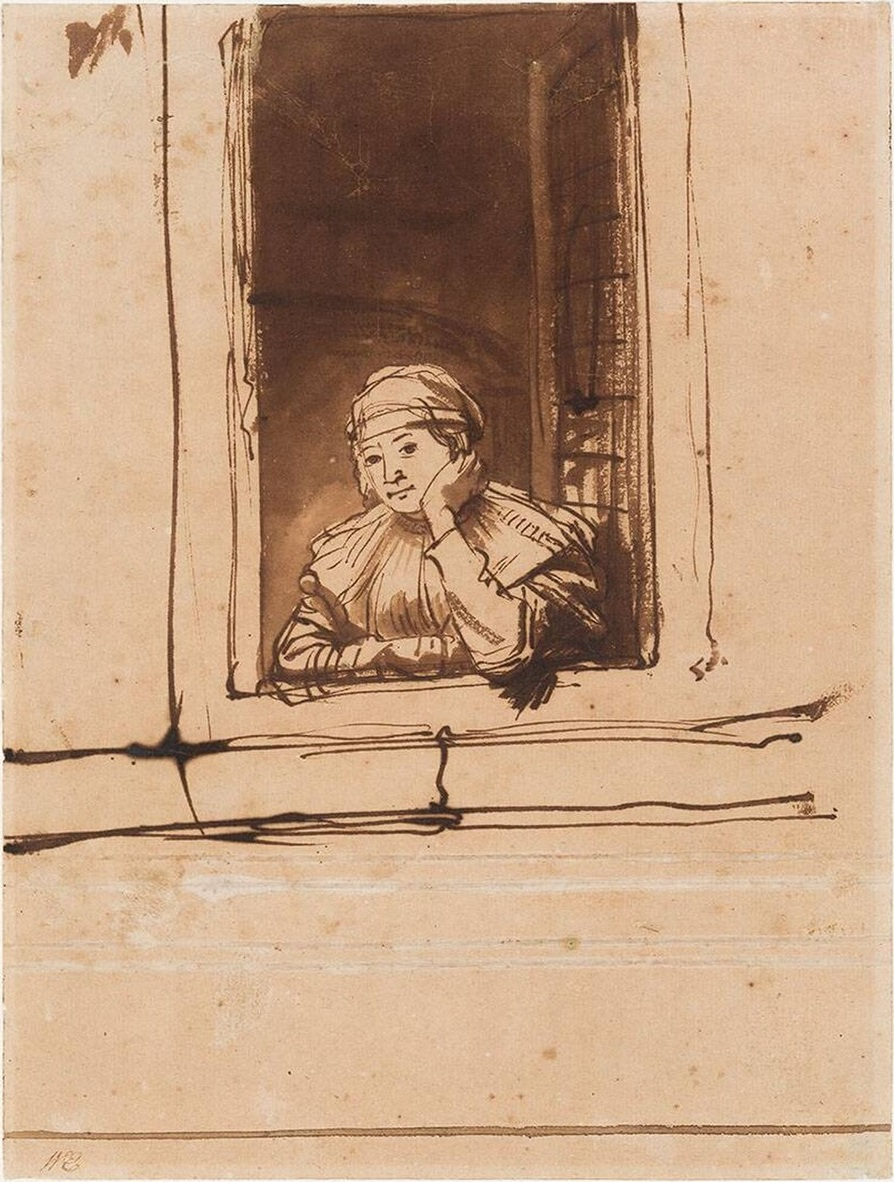
Rembrandt, Saskia wyglądająca przez okno, 1634-1635
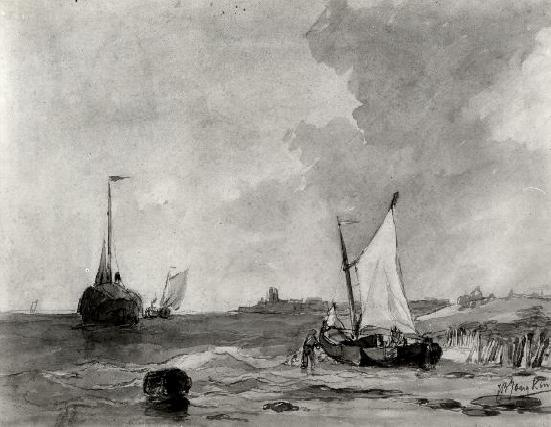
Johannes Christiaan Schotel, Scena przy plaży, ok. 1802
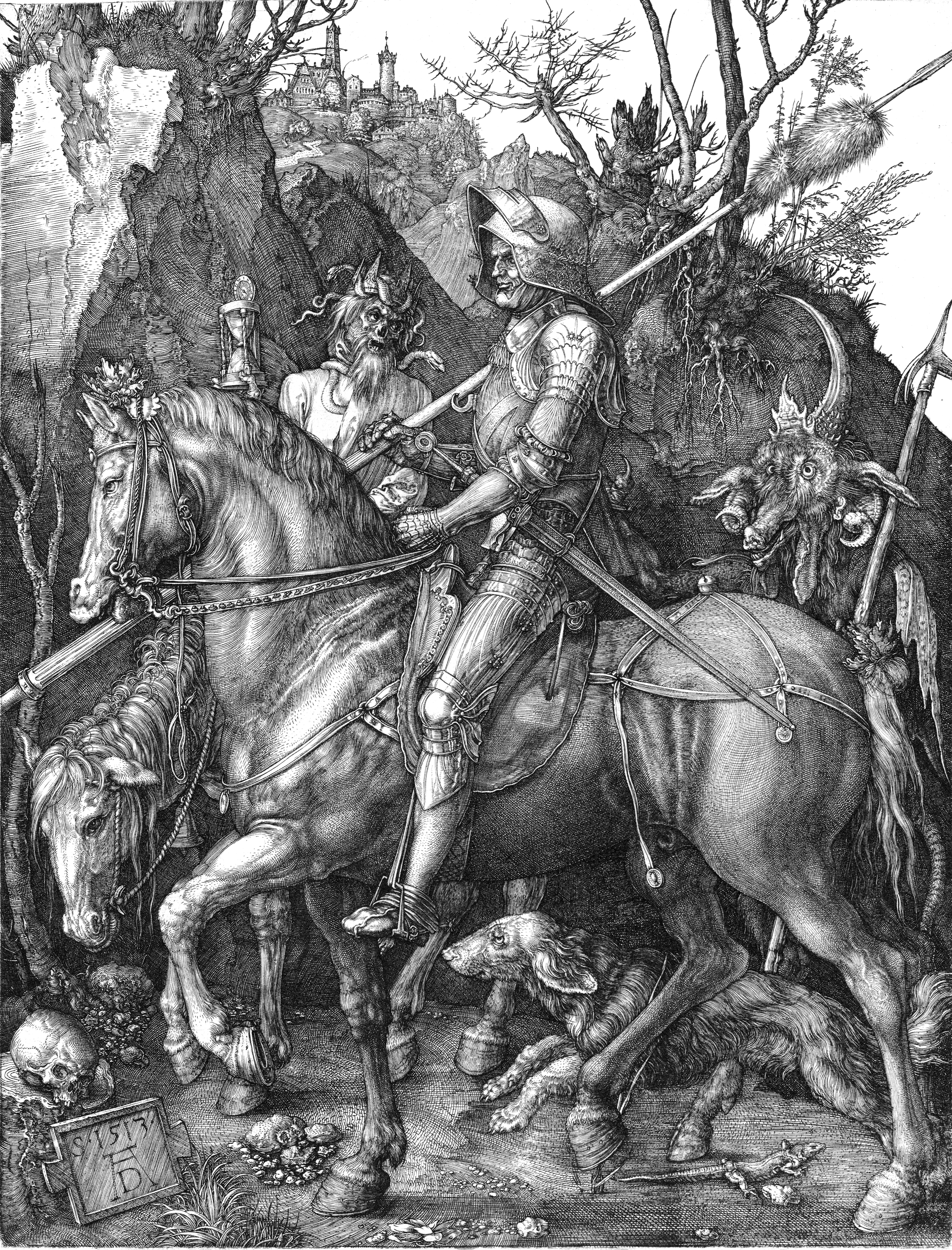
Albrecht Dürer, Rycerz, śmierć i diabeł, 1513
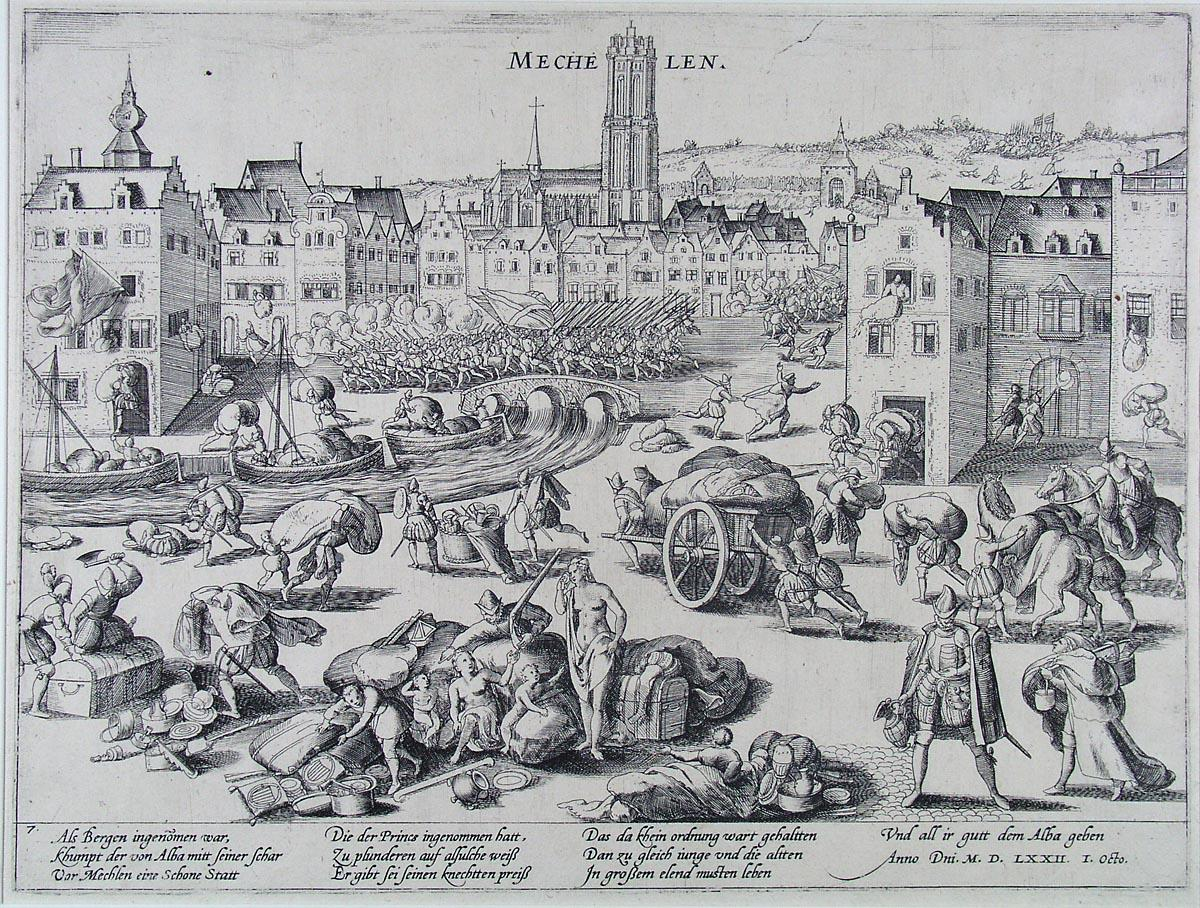
Frans Hogenberg, Splądrowanie Mechelen przez wojska księcia Alby 2 X 1572, przed 1590
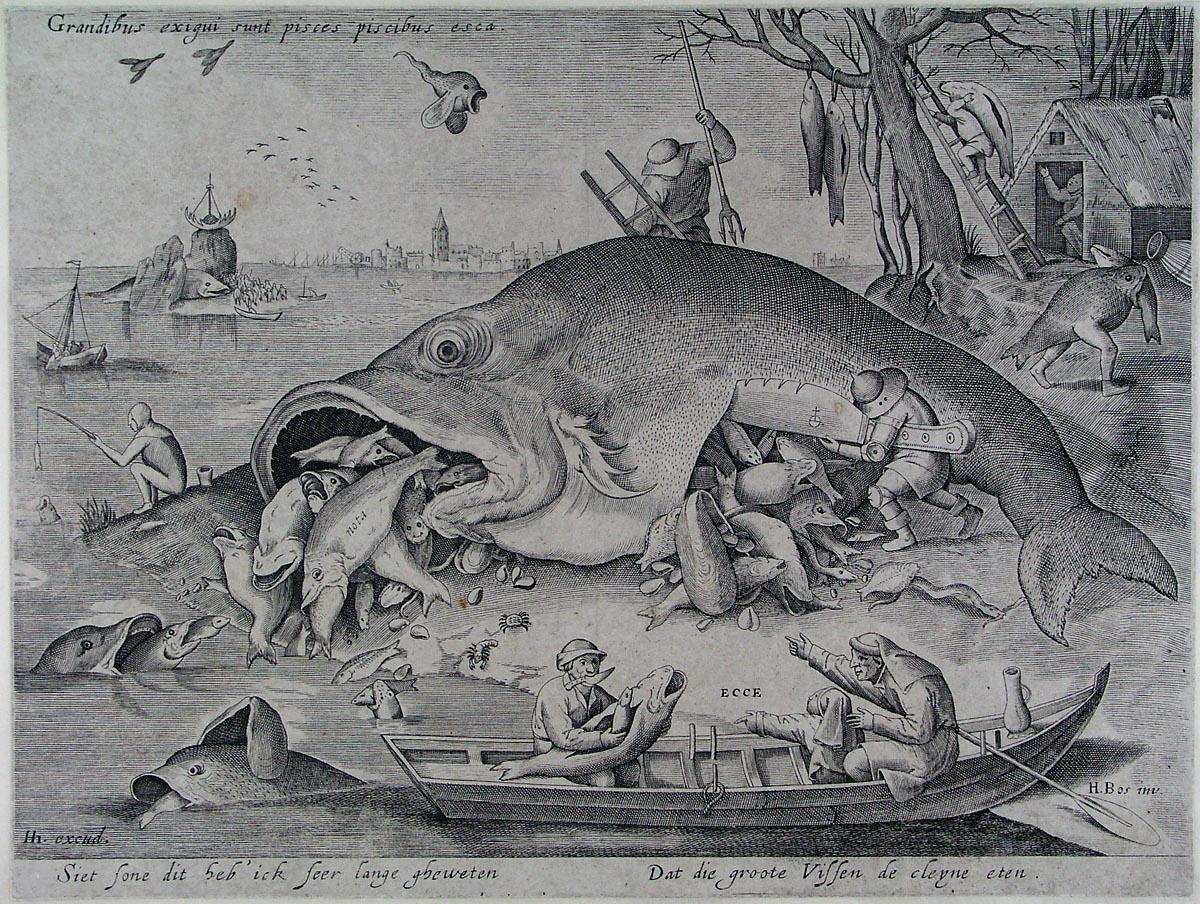
Pieter van der Heyden, Wieloryb, przed 1649
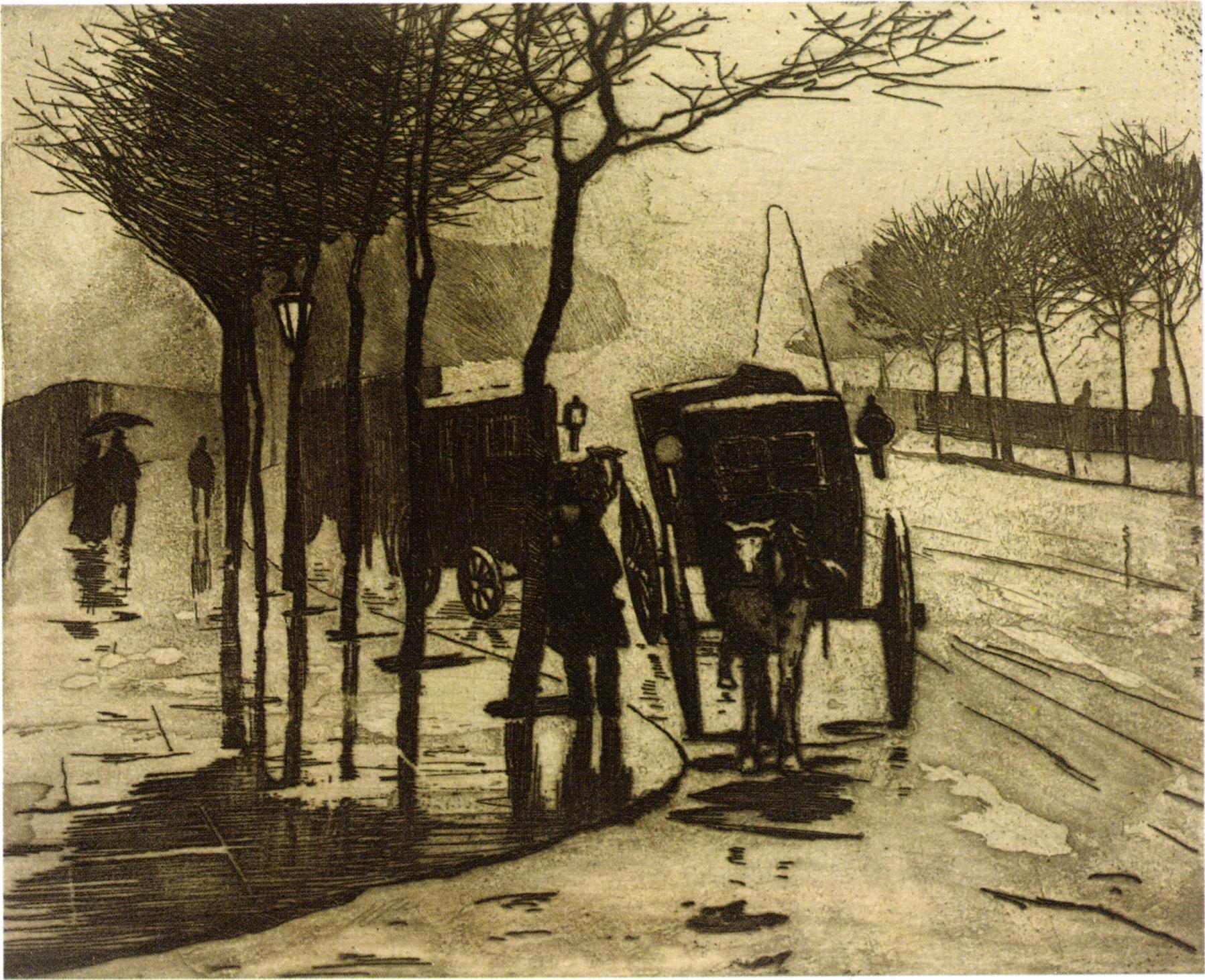
Willem Witsen, Dorożki w Londynie, 1908